# 京町 (北九州市)
京町（きょうまち）は福岡県北九州市小倉北区の地名。郵便番号は802-0002。小倉駅小倉城口付近一帯にあたる。

## 地理
北九州市都心部の繁華街及び歓楽街である。紫川（東端）から砂津川（西端）まで東西に1・2・3・4丁目と連なる。魚町や米町などへと続く市街地で、平和通りを挟んで1・2丁目と3･4丁目では町の性格や機能が大きく異なっている。
三丁目の小倉駅に隣接する約0.6ヘクタールの地区では市街地再開発事業が行われ、2019年（令和元年）9月17日にオフィスやマンションからなる地下1階地上24階建て（高さ約95m）の複合ビル「ガーデンシティ小倉」が開業した。

## 歴史

### 地名の由来
堺町や鍛冶町、紺屋町などと同様に小倉城下二十五町の町名に由来する。

### 森鴎外住居跡
1899年（明治32年）6月、第12師団軍医部長として小倉に赴任した森鷗外が、1900年（明治33年）暮れに鍛冶町から転居し、1902年（明治35年）3月東京に転任するまで居住していた住居があったことを示す「森鴎外京町住居跡碑」がマクドナルド小倉駅前店の向かいのペデストリアンデッキへのエスカレーター脇にある。なお、鍛冶町に居住していた際の旧居は「森鴎外旧居」として保存され、見学することができる。

## 主な施設
- セントシティ
- 小倉京町銀天街
- 東横イン小倉駅南口
- スーパーホテル小倉駅南口
- 学校法人大原学園 小倉校
- みずほ銀行 北九州支店（同一ビルに以下の店舗も入居）
  - みずほ信託銀行 北九州支店
  - みずほ証券 北九州支店
- 野村證券北九州支店
- ガーデンシティ小倉
  - 小倉駅前郵便局
  - 三菱UFJ信託銀行北九州支店
  - 三菱UFJモルガン・スタンレー証券北九州支店
  - あいおいニッセイ同和損害保険 北九州支社

## 治安
京町1丁目から4丁目は、暴力団排除条例に基づき、暴力団排除特別強化地域に指定されており、暴力団と飲食店等との間でみかじめ料のやりとり、便宜供与などが禁止されている（双方に罰則が有り）。また、地域内に営業所を置く特定接客業者は、所定の標章を掲示することで暴力団員の立入りを禁止することができる。

## 交通

### バス
- 西鉄バス北九州　浅香通りバス停、京町三丁目バス停
- 西鉄高速バス　小倉駅前バス停
- 北九州市営バス　浅香通りバス停

### 道路
- 国道199号（勝山通り）
- 平和通り
- 浅香通り
- 福岡県道37号小倉港線（ちゅうぎん通り）